# Вајл (Горња Баварска)
Вајл (њем. Weil) град је у њемачкој савезној држави Баварска. Једно је од 31 општинског средишта округа Ландсберг ам Лех. Према процјени из 2010. у граду је живјело 3.679 становника. Посједује регионалну шифру (AGS) 9181145.

## Географски и демографски подаци
Вајл се налази у савезној држави Баварска у округу Ландсберг ам Лех. Град се налази на надморској висини од 587 метара. Површина општине износи 44,5 km². У самом граду је, према процјени из 2010. године, живјело 3.679 становника. Просјечна густина становништва износи 83 становника/km².